# Škrk
Škrk je priimek več znanih Slovencev:
- Bojan Škrk (1924–2003), pravnik, partizan, tožilec, politik, ustavni sodnik
- Damijan Škrk, (radio-)fizik
- Gracijan Škrk (1925–2007), generalmajor JLA
- Janez Škrk (*1934), radiobiolog, onkolog, medicinski informatik
- Mirjam Škrk (*1947), (mednarodna) pravnica, univ. profesorica, ustavna sodnica